# Ornebius
Ornebius is een geslacht van rechtvleugeligen uit de familie Mogoplistidae. De wetenschappelijke naam van dit geslacht is voor het eerst geldig gepubliceerd in 1844 door Guérin-Méneville.

## Soorten
Het geslacht Ornebius omvat de volgende soorten:
- Ornebius abdominalis Stål, 1877
- Ornebius abminga Otte & Alexander, 1983
- Ornebius acutus Chopard, 1931
- Ornebius alatus Saussure, 1877
- Ornebius albipalpus Ingrisch, 2006
- Ornebius alii Bhowmik, 1970
- Ornebius allambi Otte & Alexander, 1983
- Ornebius angustifrons Chopard, 1930
- Ornebius angustus Ingrisch, 2006
- Ornebius annulatus Hebard, 1928
- Ornebius antakira Otte & Alexander, 1983
- Ornebius aperta Otte & Alexander, 1983
- Ornebius attunga Otte & Alexander, 1983
- Ornebius aureus Ingrisch, 2006
- Ornebius baloois Otte & Alexander, 1983
- Ornebius balumba Otte & Alexander, 1983
- Ornebius bambara Otte & Alexander, 1983
- Ornebius barbicornis Strohecker, 1953
- Ornebius bimaculatus Shiraki, 1930
- Ornebius bogor Ingrisch, 2006
- Ornebius brasilianus Saussure, 1877
- Ornebius brevipalpis Chopard, 1930
- Ornebius brevipalpus Ingrisch, 2006
- Ornebius brevipennis Chopard, 1931
- Ornebius cibodas Ingrisch, 2006
- Ornebius citrus Ingrisch, 2006
- Ornebius consternatus Ingrisch, 2006
- Ornebius coomialla Otte & Alexander, 1983
- Ornebius coorumbena Otte & Alexander, 1983
- Ornebius cucullatus Bolívar, 1889
- Ornebius curtipalpis Chopard, 1951
- Ornebius cydistos Otte, 2006
- Ornebius dandiri Otte & Alexander, 1983
- Ornebius dilatatus Brancsik, 1901
- Ornebius dirkanala Otte & Alexander, 1983
- Ornebius dumoga Ingrisch, 2006
- Ornebius elegantulus Bolívar, 1912
- Ornebius elvalina Otte & Alexander, 1983
- Ornebius euryxiphus Chopard, 1958
- Ornebius fasciatus Brunner von Wattenwyl, 1893
- Ornebius fastus Yang & Yen, 2001
- Ornebius flavipalpis Kirby, 1900
- Ornebius flori Ingrisch, 1998
- Ornebius formosanus Shiraki, 1911
- Ornebius fuscicercis Shiraki, 1930
- Ornebius fuscipennis Chopard, 1929
- Ornebius guerini Bolívar, 1900
- Ornebius guerinianus Saussure, 1877
- Ornebius gumbalera Otte & Alexander, 1983
- Ornebius howensis Chopard, 1951
- Ornebius illaroo Otte & Alexander, 1983
- Ornebius imitatus Ingrisch, 2006
- Ornebius immarna Otte & Alexander, 1983
- Ornebius infuscatus Shiraki, 1930
- Ornebius insculpta Tan & Ingrisch, 2013
- Ornebius jatalinga Otte & Alexander, 1983
- Ornebius jirira Otte & Alexander, 1983
- Ornebius kalara Otte & Alexander, 1983
- Ornebius kanetataki Matsumura, 1904
- Ornebius kanya Otte & Alexander, 1983
- Ornebius kapunda Otte & Alexander, 1983
- Ornebius karkalo Otte & Alexander, 1983
- Ornebius karnyi Chopard, 1929
- Ornebius komodensis Bey-Bienko, 1966
- Ornebius leai Chopard, 1951
- Ornebius lepismoides McNeill, 1901
- Ornebius lilka Otte & Alexander, 1983
- Ornebius longicaudus Saussure, 1877
- Ornebius longipennis Shiraki, 1930
- Ornebius luteicornis Chopard, 1957
- Ornebius marginatus Ingrisch, 1998
- Ornebius medius Hebard, 1928
- Ornebius mexicanus Saussure, 1897
- Ornebius minusculus Chopard, 1929
- Ornebius nigrifrons Chopard, 1969
- Ornebius nigripalpis Guérin-Méneville, 1844
- Ornebius nigripennis Chopard, 1929
- Ornebius nigripes Chopard, 1927
- Ornebius nigrirostris Chopard, 1969
- Ornebius nigromaculatus Chopard, 1925
- Ornebius noumeensis Bolívar, 1882
- Ornebius novarae Saussure, 1877
- Ornebius obscuripennis Chopard, 1930
- Ornebius occultus Saussure, 1877
- Ornebius oradala Otte & Alexander, 1983
- Ornebius pendleburyi Chopard, 1969
- Ornebius peniculatus Ingrisch, 2006
- Ornebius peruviensis Chopard, 1913
- Ornebius pullus Ingrisch, 2006
- Ornebius robustus Hebard, 1925
- Ornebius rotundatus Chopard, 1931
- Ornebius rubidus Ingrisch, 1998
- Ornebius rufonigrus Ingrisch, 1987
- Ornebius samudra Ingrisch, 2006
- Ornebius scotops Hebard, 1928
- Ornebius serratus Ingrisch, 2006
- Ornebius stenus Gorochov, 1994
- Ornebius syrticus Bolívar, 1912
- Ornebius tampines Tan & Robillard, 2012
- Ornebius testaceus Chopard, 1913
- Ornebius tuberculatus Ingrisch, 2006
- Ornebius unmadacitra Fernando, 1958
- Ornebius vadus Ingrisch, 1998
- Ornebius validus Bolívar, 1895
- Ornebius varipennis Chopard, 1936
- Ornebius wandella Otte & Alexander, 1983
- Ornebius woomba Otte & Alexander, 1983
- Ornebius xanthopterus Guérin-Méneville, 1844
- Ornebius yarandilla Otte & Alexander, 1983